# WorldForge

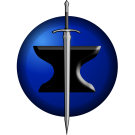
Logo de WorldForge

Le projet WorldForge est un framework open source de jeu en ligne massivement multijoueurs (MMOG ou MMO).

## Historique
Le projet WorldForge débute en octobre 1998, sous le nom de "Altima." Il est originellement créé pour être une "Alternative à Ultima.". Il est mentionné par le site de nouvelles Slashdot, et supporté par un grand nombre de développeurs.
Le fondateur quitte le projet, mais la communauté continue le développement et met en place une nouvelle organisation, une nouvelle direction et une nouvelle mission. La communauté WorldForge tente alors de travailler sur quelque chose de plus ambitieux qu'un clone d'Ultima, et choisit un nouveau nom. Avinash Gupta est le premier leader du projet, suivi par Bryce Harrington.
Les objectifs de WorldForge sont aux jeux ce qu'ont été GNU et Debian pour le logiciel libre. Il se focalise sur le développement de frameworks afin de fabriquer des jeux libres, et non sur la production d'un seul jeu. L'idée est que plus le framework et les bibliothèques seront utilisés, plus cela les rendra bons.
La communauté WorldForge délaisse l'aspect "massif", inutile dans un projet de jeu non-commercial, pour se concentrer sur une taille plus modeste de quelques centaines de joueurs regroupés en « communautés ». Une des raisons de ce choix est le cout élevée en bande passante, qui est financé par certains utilisateurs.

## Jeux
Plusieurs projets indépendants de jeux ont rejoint WorldForge. Une simulation d'élevage de cochons appelée  Acorn  est pour l'instant le seul jeu lié au projet à avoir été distribué. Le développement de Acorn a diminué, tandis que le projet a obtenu une partie de sa réputation hors de ce prototype et est prêt à commencer sur de nouveaux jeux.
La mission a été légèrement décalée à un jeu tactique de création de bâtiments appelé Mason, qui se concentre sur la construction et l'invention concurrentielles de bâtiments, de pièges et de mécanismes. L'intention est d'employer ceci comme occasion de développer les algorithmes puissants et génériques « d'invention d'article » qui peuvent apporter une nouvelle dimension de contenu dynamique au jeu interactif. D'autres jeux ont été et continueront à être développés à côté du prototype Mason.

## Problèmes
WorldForge n'est pas sans problèmes. Dans la mesure où il insiste pour être novateur et unique, il a subi dès le départ une longue période de développement pendant laquelle il a dû créer ses propres protocoles et processus. Ceci a donné l'impression que WorldForge était en « développement perpétuel. ». De plus, il semble majoritairement utilisé par des personnes intéressées par le développement de logiciel plutôt que par des joueurs.
Le projet est assez compliqué pour les novices en raison de la multiplicité des projets de jeu, et de nombreux développements en parallèle. L'utilisation du logiciel wiki a été accusé de faire empirer cette situation. En raison de l'important renouvellement des participants, le développement des logiciels est itératif; le projet a fréquemment remis en marche des morceaux de logiciel.